# Lepechiniella ulacholica
Lepechiniella ulacholica är en strävbladig växtart som först beskrevs av Mikhail Grigoríevič Popov, och fick sitt nu gällande namn av Ovczinnikova. Lepechiniella ulacholica ingår i släktet Lepechiniella och familjen strävbladiga växter. Inga underarter finns listade i Catalogue of Life.